# NGC 1365
NGC 1365, también conocida como la Gran Galaxia Espiral Barrada, es una galaxia espiral barrada aproximadamente 56 millones de años-luz de distancia en la constelación de Fornax. El núcleo es una forma oval con un tamaño aparente de alrededor de 50 "x 40". La espiral de los brazos se extienden en una amplia curva hacia el norte y el sur de los extremos de la barra de dirección este-oeste y forman casi como anillo en forma de Z halo.
Las supernovas 2012fr , 2001du , 1983V , y 1957C se observaron en NGC 1365.

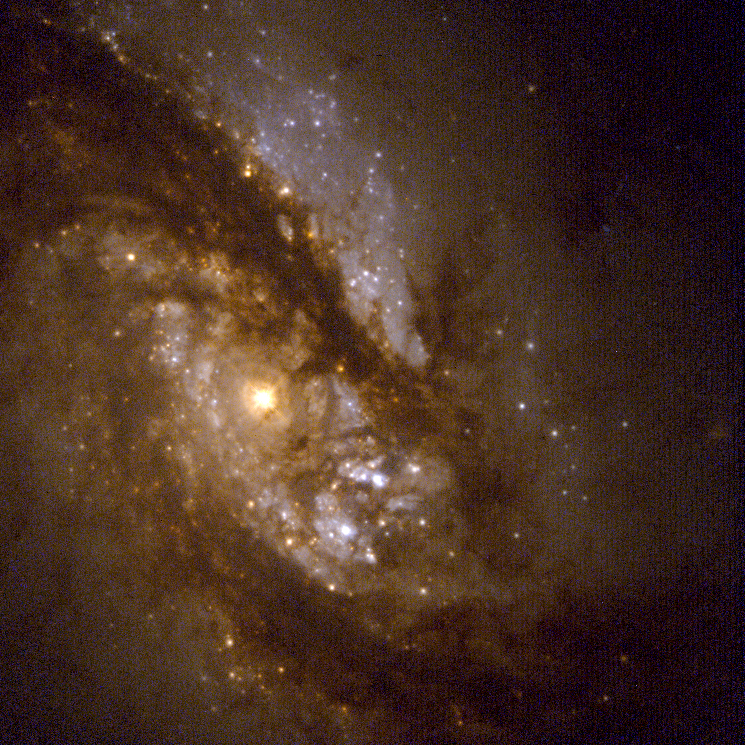
Región central de NGC 1365 que muestra franjas de polvo.
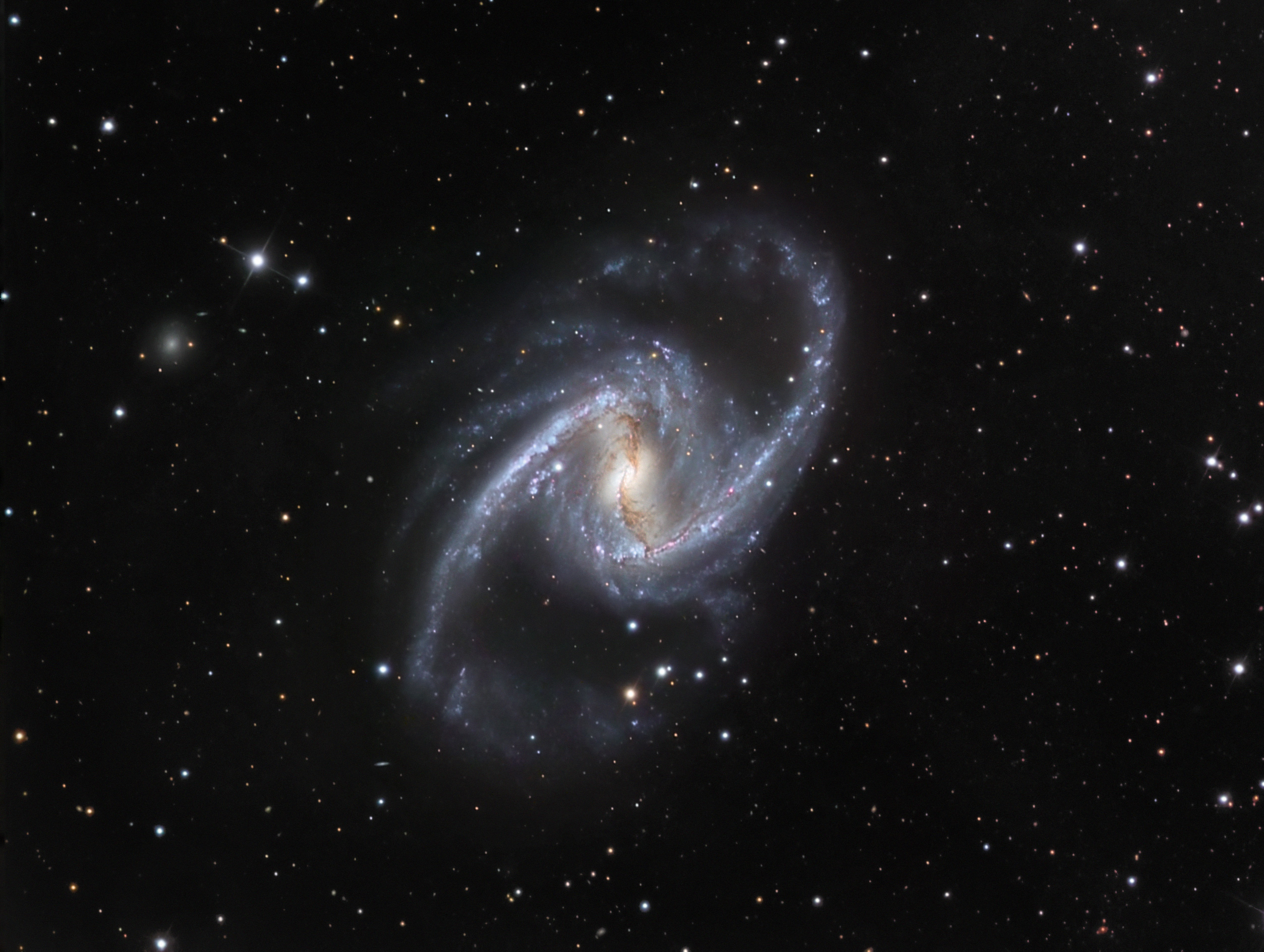
La gran galaxia espiral barrada. Crédito: ESO/IDA/Danish 1.5 m/ R. Gendler, J-E. Ovaldsen, C. Thöne, and C. Feron..
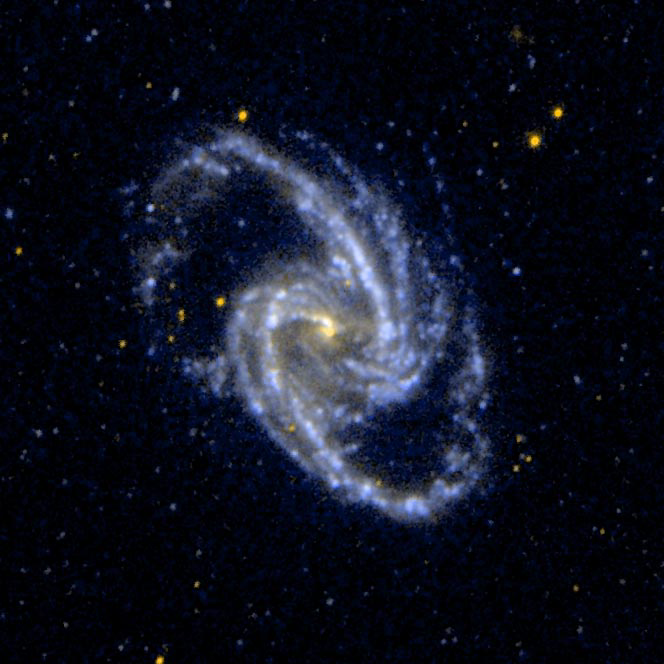
Una imagen ultravioleta de NGC 1365 tomada con GALEX. Crédito: GALEX/NASA.
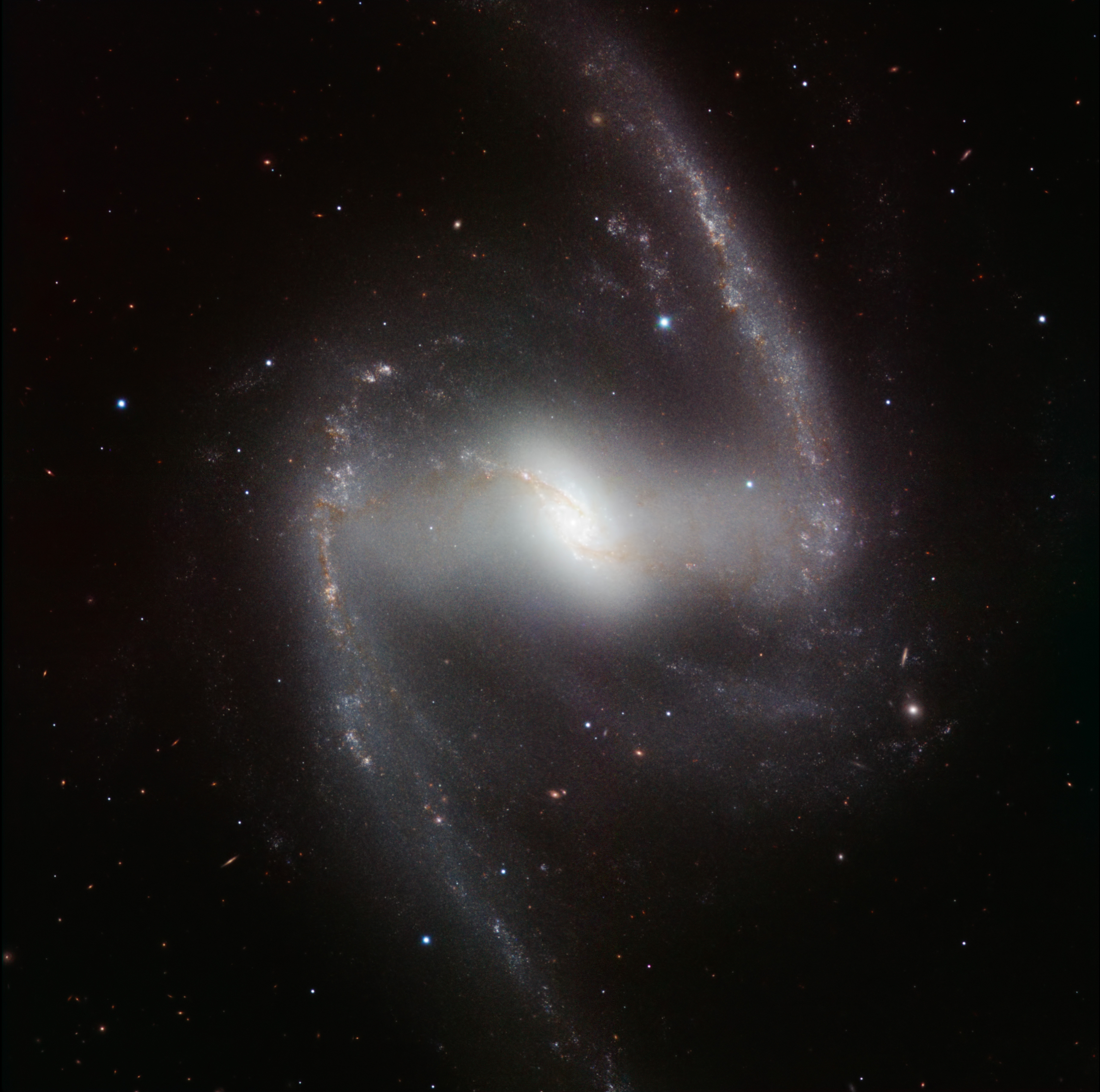
HAWK-I imagen infrarroja de la galaxia espiral barrada NGC 1365. Crédito: ESO/P. Grosbøl.